# Hlučovský mlýn
Hlučovský mlýn v Jestřebici u Dobřeně v okrese Mělník je vodní mlýn, který stojí na říčce Pšovka. Nachází na západní straně údolí na úpatí svahu, asi 200 metrů od osady Hlučov. Je chráněn jako nemovitá kulturní památka České republiky; předmětem památkové ochrany je vodní skalní mlýn a pozemky vymezeného areálu.

## Historie
Mlýn je doložen k roku 1609. Na skále je datován rokem 1867; v provozu byl do počátku 20. století.

## Popis
Skalní mlýn je tesaný do skalního bloku, kde měl prostory sloužící k hospodářským účelům. Řada místností a výklenků byla vysekaná do pískovcové skály v několika výškových úrovních. Původní stavení mlýna s mlýnicí stálo kolmo ke skalní stěně; tato budova zanikla.
Na pískovcové stěně jsou patrné také dlaby po dřevěných konstrukcích a segmentově zakončená nika s trojicí křížů. Několik částí bylo dostavěno zdmi z pískovcových kvádrů a cihel.
Voda na vodní kolo vedla dlouhým tesaným náhonem podél paty svahu, který ústil do krátkého tunelu ve skále. Pod tunelem bylo umístěno malé kolo na horní vodu.